# Klaus Ehlers

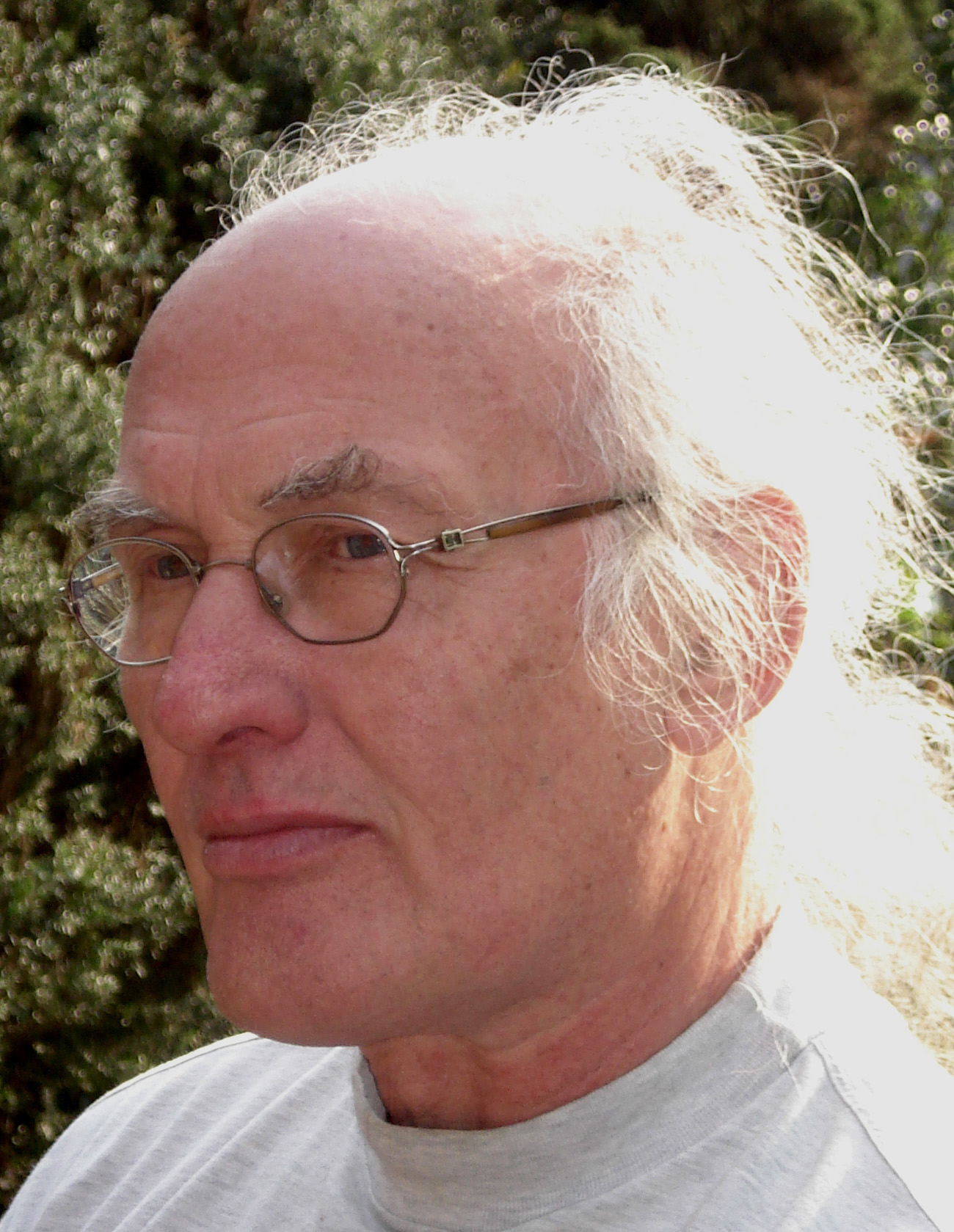
Klaus Ehlers 2009

Klaus Ehlers (* 27. März 1941 in Berlin) ist ein ehemaliger deutscher Gymnasiallehrer und ist langjähriger ehrenamtlicher Mitarbeiter im Kulturzentrum AllerWeltHaus in Hagen.

## Ausbildung und Familie
Klaus Ehlers ist der Sohn der kaufmännischen Angestellten Edith Dickel und des Kaufmanns Wilhelm Ehlers und wuchs zusammen mit den zwei jüngeren Brüdern Jürgen Ehlers und Ulli Ehlers in der westfälischen Industriestadt Bochum auf. Nach dem Abschluss der Schulausbildung an der Goethe-Schule Bochum studierte er Englisch und Geographie an der Westfälischen Wilhelms-Universität in Münster und absolvierte sein Erstes Staatsexamen für das Lehramt an der Ruhr-Universität Bochum. Er ist verheiratet seit 1968 und hat einen Sohn und zwei Töchter, die ehemalige Olympia-Schwimmerin Lisa Vitting ist seine Nichte.

## Beruf
Klaus Ehlers arbeitete von 1970 bis 1972 an der Hildegardis-Schule Hagen und anschließend bis zu seiner Pensionierung im Jahr 2006 am Christian-Rohlfs-Gymnasium Hagen. Neben seiner unterrichtlichen Tätigkeit dort entwickelte er Initiativen vor allem in den Bereichen Umwelt und Entwicklung. Im Jahr 1981 arbeitete er mit Schülerinnen und Schülern einer Schularbeitsgemeinschaft in den Sommerferien über mehrere Wochen in einem Hilfsprojekt in Bolivien; in den 1990er Jahren initiierte er an seinem Gymnasium mehrjährige Energiespar-Wettbewerbe; durch seine Initiative wurde das Christian-Rohlfs-Gymnasium die erste Schule in Hagen mit einer eigenen Solaranlage auf dem Dach; und nach seinem Ausscheiden aus dem Schuldienst wurde das Gymnasium im Jahr 2013 aufgrund seiner jahrzehntelangen Fairtrade-Schülerarbeit erste Fairtrade-Schule in Hagen.

## Ehrenamt und Ehrungen
Seit 1977 arbeitete Klaus Ehlers ehrenamtlich in leitender Funktion in dem 1976 in Hagen entstandenen Dritte Welt Laden und setzte seine Tätigkeit ab 1988 in dem daraus entstandenen Kulturzentrum AllerWeltHaus fort, einem „überregionalen Zentrum für entwicklungspolitische Kultur- und Bildungsarbeit“, das er von 1988 bis 2004 als Vereinsvorsitzender leitete, in dem er bis 2021 als 'Ehrenvorsitzender' weiter aktiv war, und in dem er noch heute verschiedentlich im Rahmen des Weltladens mitarbeitet.
Im Juli 2007 wurde dem Begegnungscafé im AllerWeltHaus mit Klaus und Inge Ehlers als mitverantwortlicher Leitung der „Förderpreis für Frieden, Gerechtigkeit und Bewahrung der Schöpfung“ der Evangelischen Kirche von Westfalen verliehen. Am 20. März 2009 erhielt er zusammen mit seiner Ehefrau Inge Ehlers (geb. Birwer) für seine jahrzehntelange ehrenamtliche Tätigkeit das Verdienstkreuz am Bande der Bundesrepublik Deutschland.